# Brunon Drywa

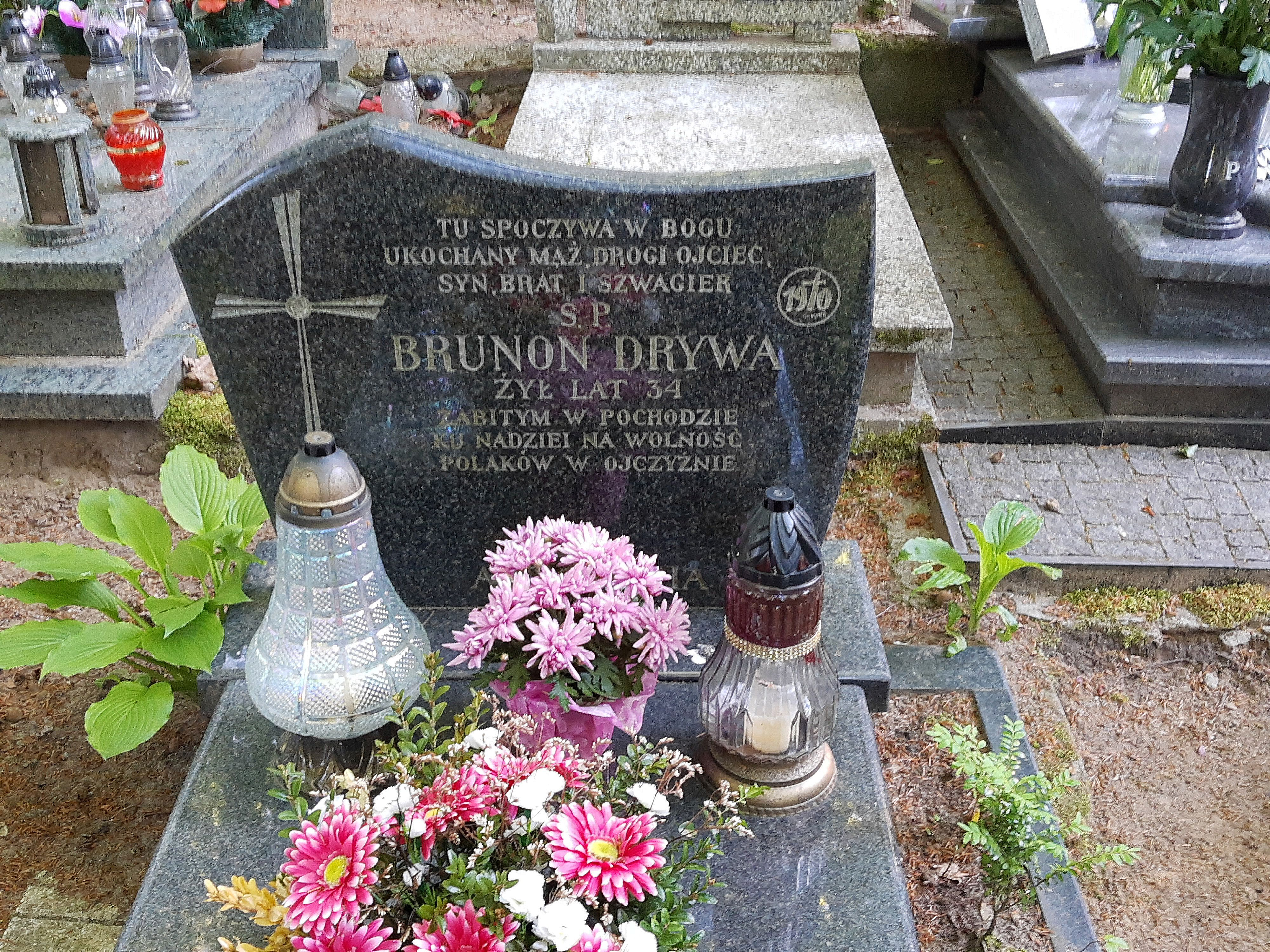
Grób Brunona Drywy na cmentarzu Witomińskim

Brunon Drywa (ur. 20 lipca 1936 w Tuchlinku, zm. 18 grudnia 1970 w Gdyni) – polski robotnik, pracownik portu w Gdyni. Trafiony pociskiem w czasie wydarzeń grudniowych 1970.

## Życiorys
Syn Józefa i Rozalii, pochodził z Tuchlinka na Kaszubach. W 1954 w Orłowie skończył szkołę zawodową, zostając ślusarzem. W latach 1956–1958 odbył zasadniczą służbę wojskową. W 1958 zatrudnił się w Zarządzie Morskiego Portu Gdynia, gdzie pracował jako sztauer (zajmował się załadunkiem i rozładunkiem towarów). Na początku lat sześćdziesiątych wziął ślub, mieszkał z rodziną w wynajętym pokoju w kaszubskich Sierakowicach, skąd dojeżdżał do pracy w Gdyni. W 1963 zamieszkał z rodziną w gdyńskim Małym Kacku. W 1968 ukończył kurs dźwigowego. W 1970 rodzina otrzymała nowe, trzypokojowe mieszkanie w bloku w gdyńskiej Chyloni. Jeden pokój wynajęli marynarzowi pracującemu w Polskich Liniach Oceanicznych.
17 grudnia 1970 ok. godz. 5:30 Brunon Drywa został trafiony pociskiem przez strzelających żołnierzy Ludowego Wojska Polskiego na przystanku Szybkiej Kolei Miejskiej Gdynia Stocznia, po jego przyjeździe rano do pracy. Zmarł w szpitalu następnego dnia. Pozostawił żonę Stefanię oraz dzieci Romana, Gabrielę i Mariolę. Pochowano go 19 grudnia 1970 nocą na cmentarzu Witomińskim w Gdyni (kwatera 69, rząd 50, numer 5). Był jedną z 18 śmiertelnych ofiar wydarzeń grudniowych w Gdyni (w całym kraju zginęło 45 osób).
Postanowieniem Prezydenta RP Lecha Kaczyńskiego z dnia 17 grudnia 2008 (w 38. rocznicę Grudnia '70), został pośmiertnie odznaczony Złotym Krzyżem Zasługi. W 2015 został pośmiertnie odznaczony Krzyżem Wolności i Solidarności (postanowienie Prezydenta RP nr 538/2015).

## Upamiętnienie
Brunon Drywa jest głównym bohaterem polskiego filmu Czarny czwartek (2011) w reżyserii Antoniego Krauze, będącego według twórców wierną rekonstrukcją tamtych wydarzeń. W jego rolę wcielił się aktor Michał Kowalski.
W grudniu 2019 jedną z ulic w Sierakowicach nazwano imieniem Brunona Drywy. Sierakowice są drugą po Rumi miejscowością, która upamiętniła w ten sposób ofiarę Grudnia ’70.

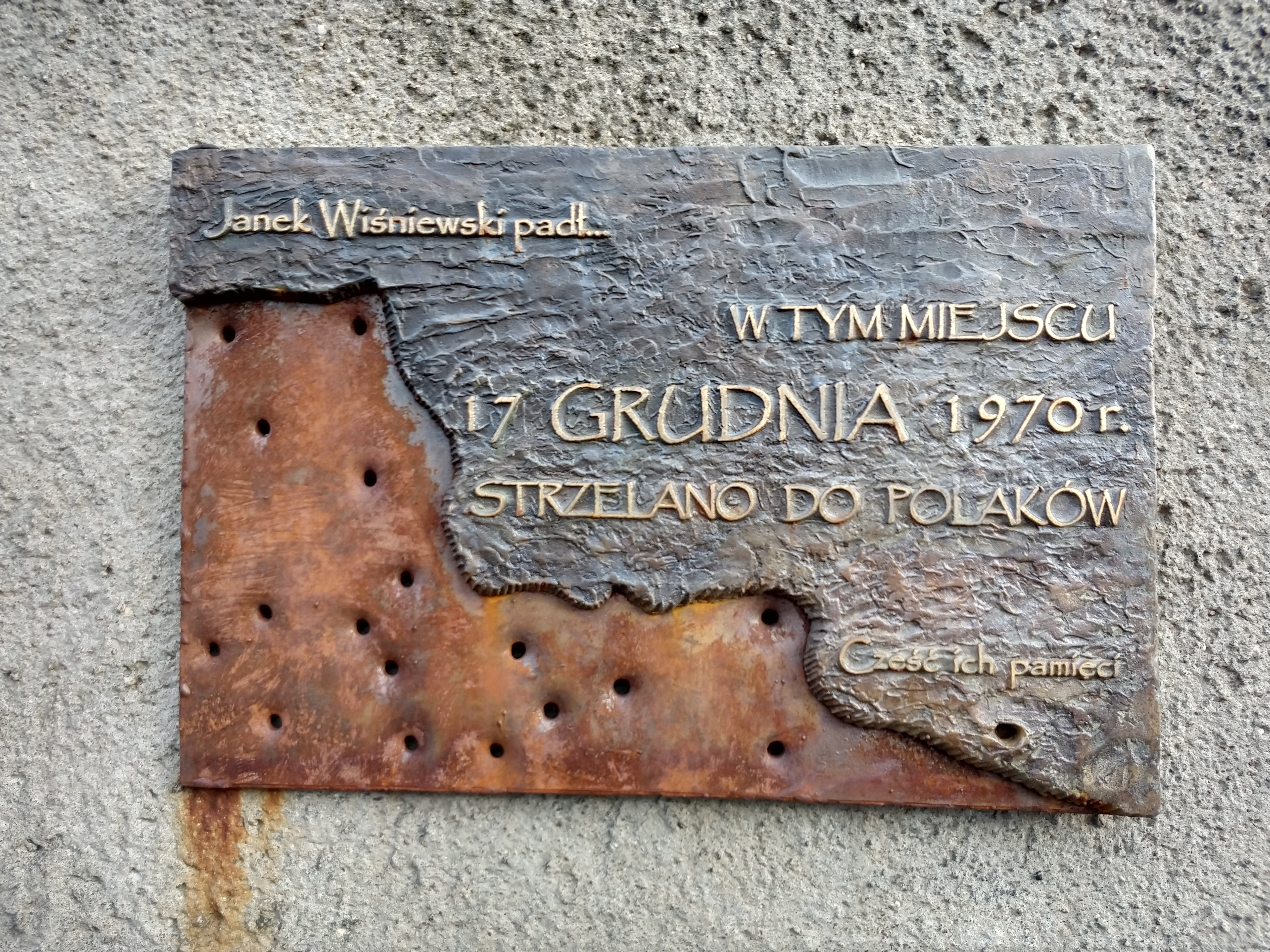
Tablica na wiadukcie w ciągu ul. Janka Wiśniewskiego w Gdyni, skąd został postrzelony Brunon Drywa
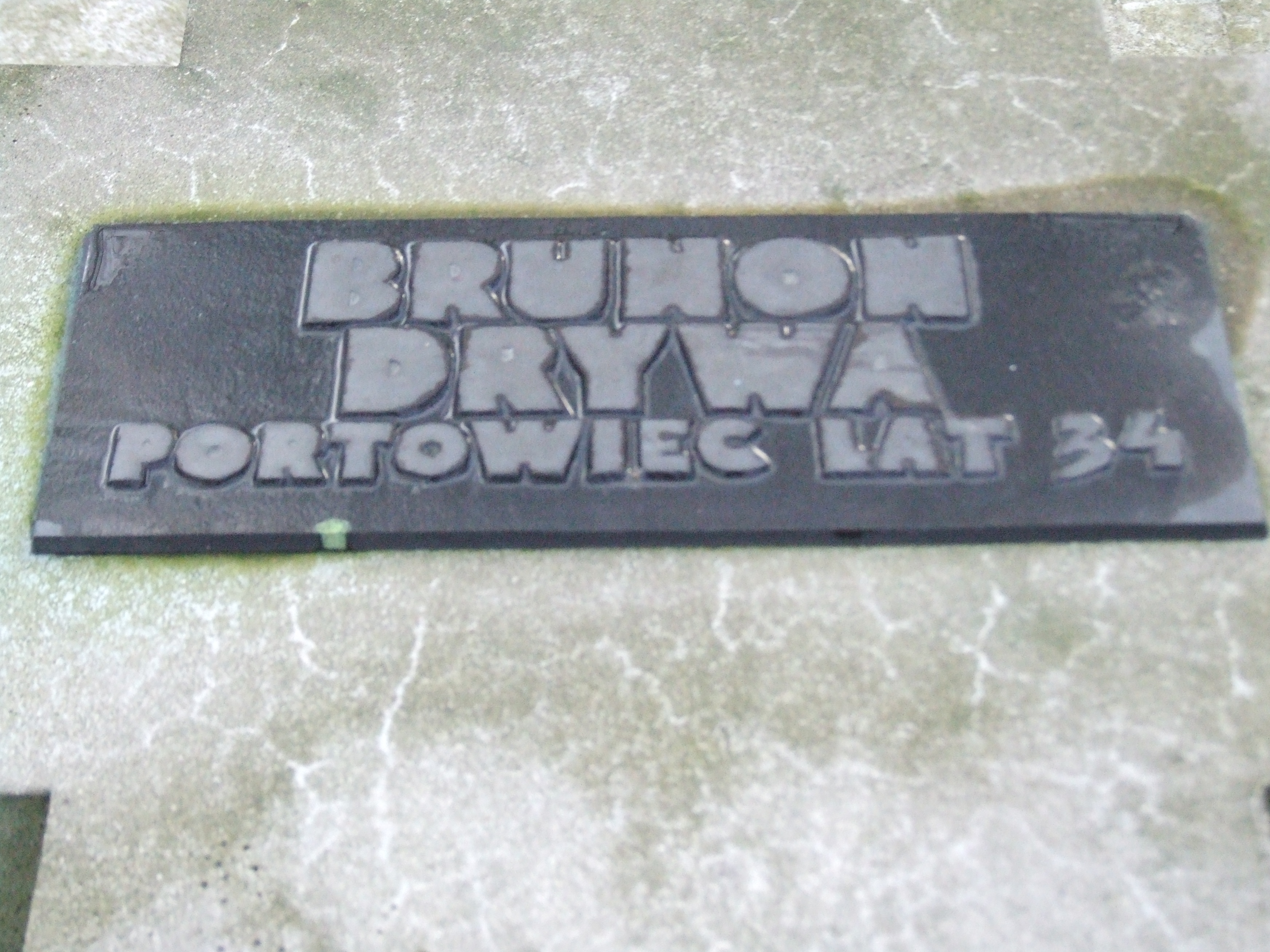
Upamiętnienie Brunona Drywy na gdyńskim Pomniku Ofiar Grudnia 1970 (al. Piłsudskiego)
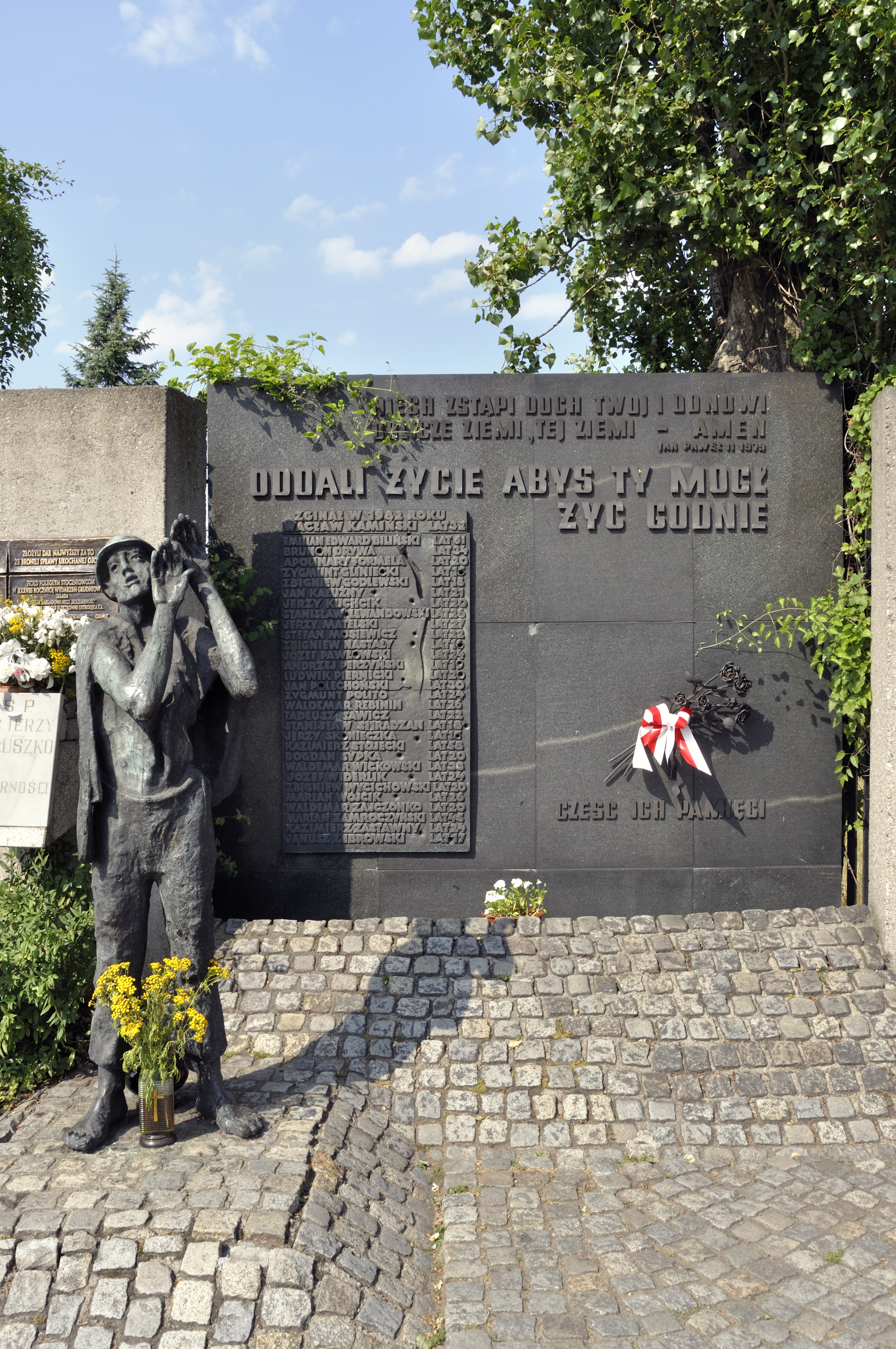
Upamiętnienie Brunona Drywy w Gdańsku, na placu Solidarności
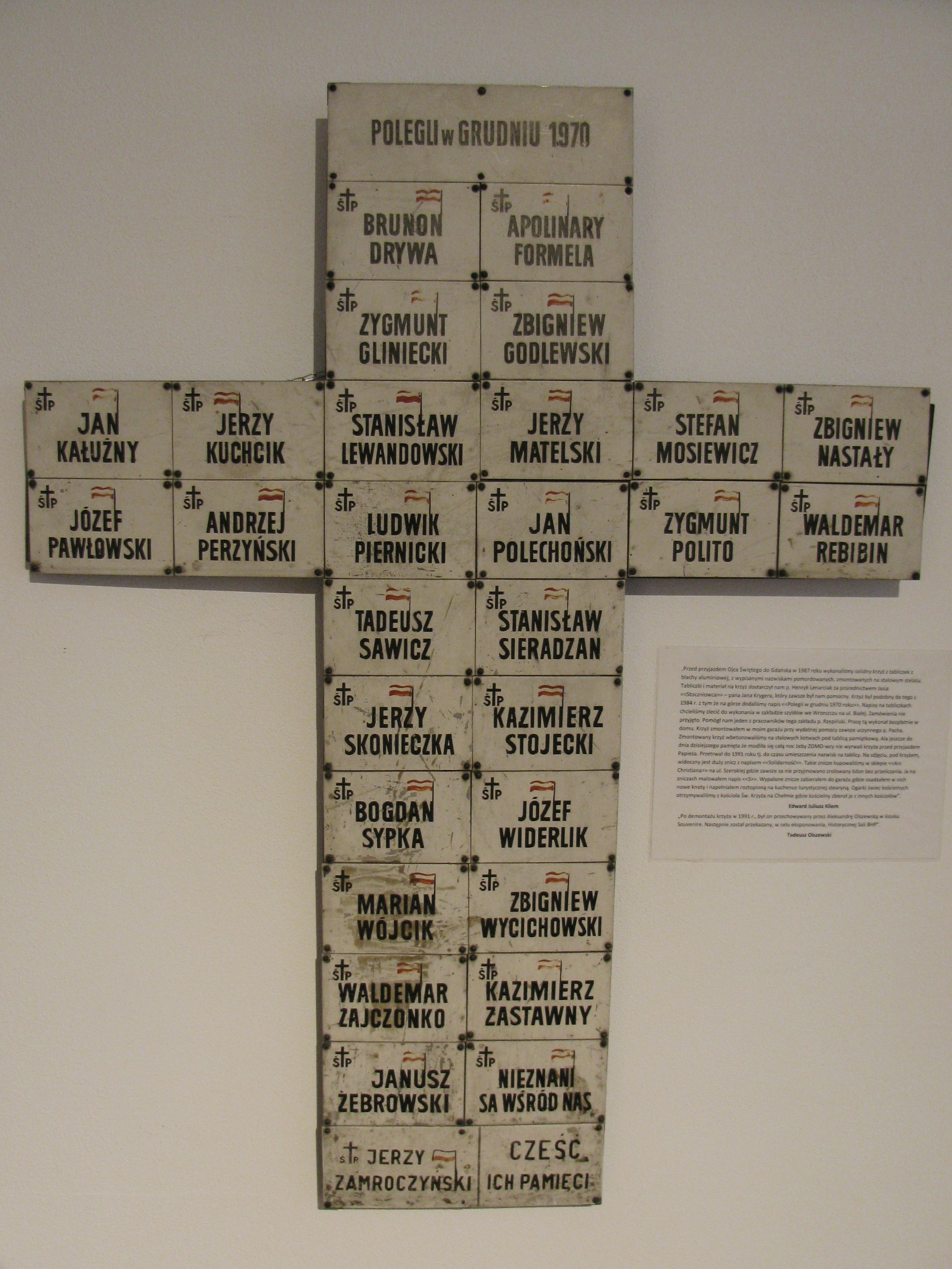
Upamiętnienie Brunona Drywy w gdańskiej Sali BHP